# Robert Clift
Robert John Clift (Newport (Wales), 1 augustus 1962) is een hockeyer uit het Verenigd Koninkrijk. Clift speelde 72 interlands voor het Engelse elftal en ook nog 62 interlands voor Britse hockeyelftal. 
Clift verloor in 1986 de finale van het Wereldkampioenschap in eigen land van Australië. Twee jaar later behaalde CLift met Britse ploeg zijn grootste succes door het winnen van olympisch goud in Seoel. Bij Clift zijn tweede olympische optreden in Barcelona kwam hij niet verder dan de zesde plaats.

## Erelijst
- 1984 -  Champions Trophy mannen in Karachi
- 1986 -  Wereldkampioenschap in Londen
- 1986 - 4e Champions Trophy in Karachi
- 1987 - 4e Champions Trophy in Amstelveen
- 1987 -  Europees kampioenschap in Moskou
- 1988 –  Olympische Spelen in Seoel
- 1990 - 5e Wereldkampioenschap in Lahore
- 1990 -  Champions Trophy mannen in Melbourne
- 1992 – 6e Olympische Spelen in Barcelona